# Щ-138
«Щ-138» — советская дизель-электрическая торпедная подводная лодка, принадлежит к серии X-бис проекта Щ — «Щука».

## История корабля
Лодка была заложена 28 октября 1938 года на заводе № 194 «им. А. Марти» в Ленинграде под строительным номером 480, в 1939 году была доставлена в разобранном виде на завод № 202 «Дальзавод» во Владивостоке для сборки и достройки

### Служба
- В феврале 1941 года вошла в состав Учебного ДнПЛ 2-й БрПЛТОФ.
- 30 декабря 1941 года вступила в строй.
- 8 января 1942 года была зачислена в состав 8-го ДнПЛ 3-й БрПЛ ТОФ с базированием на Советскую Гавань.
- 18 июля 1942 года во время стоянки у пирса в Николаевске-на-Амуре на лодке произошёл взрыв запасных стеллажных торпед во 2 отсеке. В результате взрыва была полностью уничтожена носовая часть подлодки, до 40 шумопеленгаторов, механизмы и оборудование в 1, 2, 3 и частично в 4 отсеках, а также повреждена пришвартованная рядом «Щ-118». «Щ-138» затонула. Личный состав успел укрыться в загерметизированных 6 и 7 отсеках. Через 5 часов после подъёма носовой части краном команду удалось вывести. На «Щ-138» тогда погибло 35 подводников, включая покончившего жизнь самоубийством помощника командира Егорова П. С. Моряки были похоронены на городском кладбище в Николаевске-на-Амуре.
- 8 августа 1942 года подводная лодка была поднята и подготовлена к буксировке в порт приписки.
- 18 августа 1942 года во время шторма лопнули стропы понтонов, в результате чего подводная лодка вновь затонула.
- 29 сентября 1942 года «Щ-138» была поднята с помощью спасательного судна «Тельман». Повреждения оказались настолько обширными, что комиссия признала восстановление корабля экономически нецелесообразным. Лодка была утилизирована. «Щ-118» находилась в ремонте до конца 1942 года.

## Командиры лодки
- 21 ноября 1940 г. — 18 июля 1942 г. — Гидульянов В. И. (погиб при взрыве)

## Память
2 сентября 2005 года, по инициативе городского Совета ветеранов и лично его председателя Тараканова Г. Н., при финансовой поддержке различных организаций района и населения, в городском сквере Николаевска-на-Амуре был установлен памятный знак в честь экипажей двух подводных лодок, погибших в Николаевске-на-Амуре 18 июля 1942 года — «Щ-138» и «Щ-118». На памятнике высечены 43 фамилии погибших подводников.